# Gelbkopf-Kernknacker

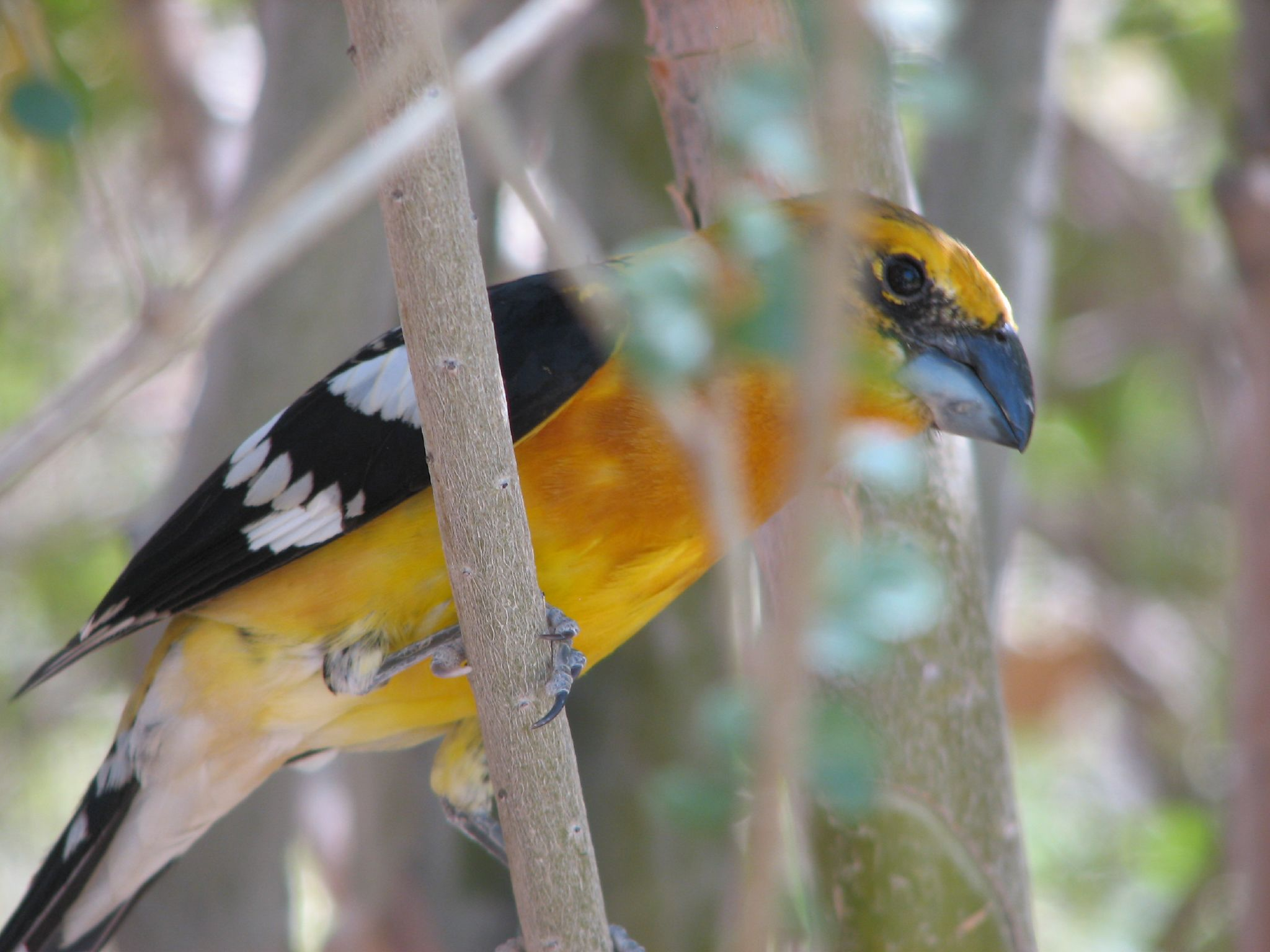
Männchen

Der Gelbkopf-Kernknacker (Pheucticus chrysopeplus), zuweilen auch Goldkopfkernknacker genannt, ist eine in Mittelamerika vorkommende Singvogelart aus der Familie der Kardinäle (Cardinalidae).

## Beschreibung

### Aussehen
Adulte Gelbkopf-Kernknacker erreichen eine Länge von 21,5 bis 24,0 Zentimetern. Bei einem Weibchen wurde ein Gewicht von 77,6 Gramm gemessen. Zwischen den Geschlechtern besteht ein leichter Sexualdimorphismus. Kopf und Nacken der Männchen haben eine kräftige zitronengelbe Farbe. Zuweilen treten einige dunkle Federn im Bereich der Ohrdecken hervor. Die gesamte Unterseite ist ebenfalls gelb. Bei den in den südlichsten Regionen lebenden Vögeln dominieren leuchtend orangegelbe Färbungen. Das gelbe Rückengefieder ist dunkelbraun marmoriert. Die Flügel sowie die Steuerfedern sind schwarz, jedoch zeigen die Handschwingen, Armschwingen und Armdecken breite weiße Spitzen. Die Weibchen zeigen ähnliche Zeichnungselemente wie die Männchen, sind jedoch insgesamt wesentlich blasser und schwächer gezeichnet. Kopf und Wangen sind zudem stärker graubraun marmoriert. Bei beiden Geschlechtern ist der kegelförmige Schnabel sehr groß und kräftig. Der Oberschnabel ist schwärzlich, der Unterschnabel blass rötlich bis bläulich gefärbt. Die Füße haben eine bläulich graue Farbe. Die Iris ist schwarzbraun.

### Lautäußerungen
Der Gesang der Männchen der Gelbkopf-Kernknacker besteht aus einer Reihe von kräftigen und klaren Pfeiftönen, die wie „Tschi wi - Tschi wi“ klingen und öfter wiederholt werden. Zuweilen ist ein scharfes, metallisch klingendes „pliehk“ zu vernehmen.

## Verbreitung und Lebensraum
Das Verbreitungsgebiet des Gelbkopf-Kernknackers umfasst Gebiete im Westen Mexikos und Guatemalas. Einzelne Exemplare wurden in den Sommermonaten im Süden Arizonas beobachtet. Die Art lebt bevorzugt in tropischen Dornen- und Laubwäldern, zuweilen auch in feuchten, immergrünen Waldgebieten in Höhenlagen bis zu 2500 Metern.

## Unterarten
Neben der im Westen und der Mitte Mexikos vorkommenden Nominatform Pheucticus chrysopeplus chrysopeplus sind zwei weitere Unterarten bekannt:
- Pheucticus chrysopeplus dilutus van Rossem, 1934 – Nordwestmexiko
- Pheucticus chrysopeplus aurantiacus Salvin & Godman, 1891 – Südmexiko und Guatemala

## Lebensweise
Die Vögel ernähren sich in erster Linie von Früchten, Beeren und Samen, beispielsweise von Ficus pertusa und Trichostigma octandrum. Über das Brutverhalten ist wenig bekannt. Das tassenförmige Nest wird ab Anfang Juni aus verwelkten Gräsern, Wurzeln und Blättern gefertigt und mit trockenen Fasern ausgepolstert. Es wird in niedrigen bis mittleren Höhen in dichtem Buschwerk angelegt und mit zwei bis fünf Eiern versehen. Diese haben eine bläulich grüne Farbe und sind mit kleinen dunklen Flecken überzogen.

## Gefährdung und Schutz
Der Gelbkopf-Kernknacker ist in den meisten seiner Verbreitungsgebiete nicht selten und wird demzufolge von der Weltnaturschutzorganisation IUCN als  „Least Concern = nicht gefährdet“ klassifiziert. Zuweilen werden Exemplare aus der Natur entnommen, um sie als Käfigvögel zu halten.